# Anja Reumschüssel
Anja Reumschüssel (* 22. Dezember 1983 in Dresden) ist eine deutsche Journalistin und Autorin.

## Werdegang
Anja Reumschüssel wurde 1983 in Dresden geboren und wuchs in Ost-Berlin und München auf. Seit 2001 arbeitet sie als freie Reporterin für Zeitungen und Magazine. Nebenbei war sie jahrelang im Rettungsdienst und als Pflegehelferin auf einer Intensivstation und in der Psychiatrie tätig. Sie studierte ab 2005 an der Johannes Gutenberg-Universität Mainz Publizistik, Soziologie und evangelische Theologie und schloss 2010 mit dem Magistergrad ab. Von 2011 bis 2012 lebte sie in Israel und im Westjordanland. Von 2013 bis 2014 besuchte sie die Henri-Nannen-Journalistenschule in Hamburg. Sie schreibt Wissenschafts- und Gesellschaftsreportagen u. a. für GEO, GEO Wissen, National Geographic sowie den Stern und produziert Web-Videos.

## Auszeichnungen
Anja Reumschüssel wurde im Jahr 2019 der Deutsche Jugendliteraturpreis verliehen. Sie erhielt die Ehrung für das Sachbuch Extremismus.
Für ihre Reportage „Das Erbe in unseren Genen“ wurde sie mit dem Publizistikpreis 2019 der GSK-Stiftung ausgezeichnet.
2020 erhielt sie für ihre Reportage „Das Ziel im Blick“ den Konrad-Duden-Journalistenpreis (3. Platz).
2024 erhielt sie für ihre Reportage „Marlon soll leben“ den Konrad-Duden-Journalistenpreis (1. Platz).
Im März 2024 wurde ihr Buch Über den Dächern von Jerusalem für den Deutschen Jugendliteraturpreis des Arbeitskreises für Jugendliteratur in der Kategorien Jugendbuch und Preis der Jugendliteratur nominiert. Im Juni 2024 gewann sie mit dem Buch den renommierten Jugendbuchpreis Buxtehuder Bulle. Am 10. Februar 2025 wurde sie mit dem Friedrich-Gerstäcker-Preis für Jugendliteratur der Stadt Braunschweig ausgezeichnet.

## Veröffentlichungen
- Extremismus (Carlsen Klartext). Carlsen Verlag, Hamburg 2018, ISBN 978-3-551-31734-6[11]
- Mit Robert Bartholomew: American Intolerance: Our Dark History of Demonizing Immigrants. Prometheus Books, New York 2018, ISBN 978-1-63388-448-9[12]
- Klima- und Umweltschutz. Carlsen Verlag, Hamburg 2020, ISBN 978-3-551-31895-4
- Schule – und dann? Carlsen Verlag, Hamburg 2021, ISBN 978-3-551-31976-0
- Demokratie für Einsteiger. Carlsen Verlag, Hamburg 2021, ISBN 978-3-551-25470-2
- Über den Dächern von Jerusalem. Carlsen Verlag, Hamburg 2023, ISBN 978-3-551-58514-1[13]